# D.I.S.C.O Part.2
D.I.S.C.O Part.2은 대한민국 가수 엄정화의 리믹스 디지털 싱글이다. 2008년에 발매되었다. 타이틀곡은 〈D.I.S.C.O Part.2 (feat.G-Dragon)〉이다.

## 수록곡
1. D.I.S.C.O Part.2 (feat.G-Dragon)